# John Erskine, 18:e earl av Mar
John Erskine, 18:e earl av Mar, död 1572, var en skotsk adelsman och ämbetsman. Han var Skottlands ställföreträdande regent eller riksföreståndare mellan 1571 och 1572.